# Alexandre Exquemelin

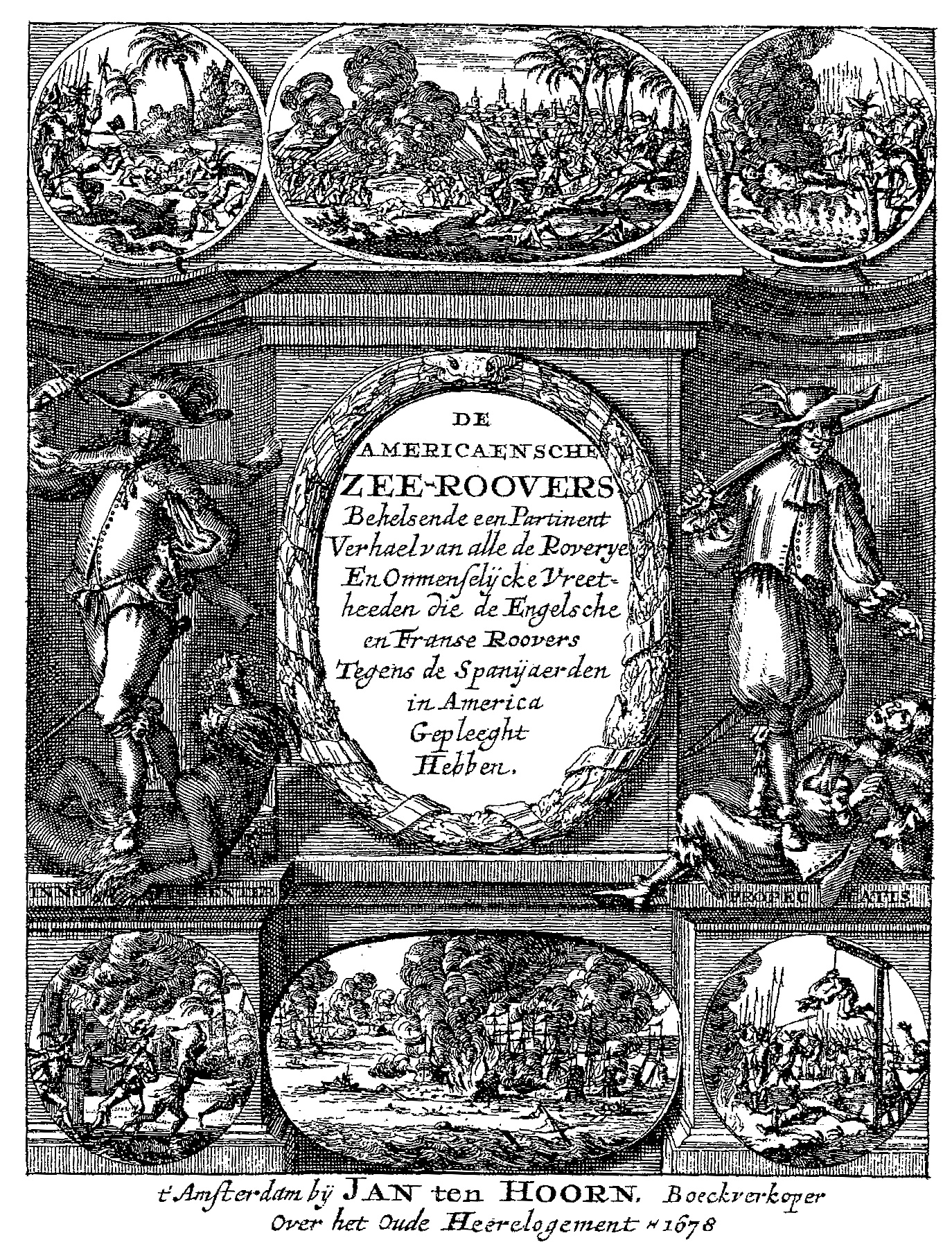
Titelpagina van De Americaensche Zee-Roovers uit 1678

Alexandre Olivier Exquemelin (ook gespeld als: Esquemeling, Exquemeling, Oexmelin, voornaam ook als Alexander, tevens komt de naam John Exquemeling voor; Honfleur, ca. 1645 - 1707?) was een Franse chirurgijn aan boord van diverse piratenschepen in de Caribische Zee. Hij werd vooral bekend als schrijver van het Nederlandstalige boek De Americaensche Zee-Roovers dat hij voor een groot deel als ooggetuige schreef, en dat als een belangrijke bron van informatie geldt over het 17e-eeuwse piratenleven in dit gebied.

## Engagé
In mei 1666 kwam Exquemelin onder contract bij de Franse West-Indische Compagnie te staan als engagé. Dit betekent dat hij een overtocht naar het Caribisch gebied kreeg, maar dat hij 3 jaar moest werken om deze schuld af te betalen. 
In juli van dat jaar vaart hij naar het eiland Tortue (Tortuga) gestuurd. Frankrijk is op dat moment in oorlog met Spanje (de Devolutieoorlog). Op het eiland aangekomen wordt hij in dienst gesteld een van de adjuncten van de gouverneur van het eiland, La Vie genaamd. Dat was een bruut man. Exquemelin schrijft over hem:
De meest trouweloze man die ooit uit een vrouw geboren is.
Mede door de behandeling door zijn baas wordt Exquemelin een jaar na aankomst ernstig ziek. Maar ook na zijn herstel blijft deze slechte behandeling voortduren. De gouverneur van het eiland, Bertrand d'Ogeron, ontfermt zich echter over hem. Hij haalt hem weg bij La Vie en stelt hem in dienst van een gereputeerd chirurgijn op het eiland, bij wie hij in feite zijn vak heeft geleerd.

## Piraat
In 1668 wordt Exquemelin een vrij man. Omdat hij op Tortuga geen werk kan vinden, gaat hij voor het eerst mee aan boord van een schip van de boekaniers. Tot 1672 maakt hij een aantal van dergelijke reizen. Als chirurgijn verdient hij veel, omdat hij bovenop zijn deel van de buit nog een bonus ontvangt. Tussen deze reizen door plant hij tabak op een eigen stukje grond op het eiland Hispaniola.
Na een lange reis vol ontberingen, waarin ze vergeefs geprobeerd hebben om het eiland Cuba te veroveren, besluit Exquemelin in 1672 dat hij het piratenleven beu is. Hij heeft onderhand geld genoeg gespaard om mee te kunnen reizen op een Nederlands schip dat onderweg is naar Amsterdam. Een mogelijke reden waarom hij deze stad uitkoos, is dat hij waarschijnlijk een hugenoot was.

## Latere reizen
Deze "terugtrekking" is echter maar van korte duur. Hij blijft teruggaan naar de Caraïben. In 1674 monstert hij aan als chirurgijn op een schip van Michiel de Ruyter dat uitvaart om de Franse Antillen te veroveren, wat echter mislukt. Waarschijnlijk heeft hij ook meegedaan aan een tweede expeditie van Michiel de Ruyter naar de Middellandse Zee. 
In 1678 is hij weer in Amsterdam, waar uitgever Jan ten Hoorn voor het eerst zijn boek uitgeeft. Het jaar daarop slaagt Exquemelin in Amsterdam voor het examen als chirurgijn, waardoor hij dit beroep officieel in Nederland mag uitoefenen. 
Toch blijft hij reizen. Waarschijnlijk trekt hij in de daaropvolgende jaren door het Midden-Oosten. Daarna gaat hij terug naar de Caraïben. Zijn naam verschijnt als chirurgijn op de monsterrol van een schip dat in 1697 de stad Cartagena aanviel. Daarna is hij weer even in Europa om de tweede Franse editie van zijn boek voor te bereiden, maar in 1699 vertrekt hij weer naar de Caraïben. Dat is het laatste dat we van hem weten.

## Het boek
De volledige titel van De Americaensche Zee-roovers luidt De Americaensche Zee-rooversbehelsende een pertinente en waerachtige beschrijving van alle de voornaemste roveryen, en onmenschelijcke wreedheden, die de Engelse en Franse rovers, tegens de Spanjaerden in America, gepleeght hebben: hier achter is bygev. Een korte verhandeling van de macht en rijkdommen, die de Koninck van Spanje Karel II in America heeft. Het boek bestaat uit 3 delen:
- Deel 1 gaat over het eiland Hispaniola: hoe de Fransen daar gekomen zijn, het eiland zelf en de bewoners daarvan.
- Deel 2 gaat over de piraten: hun leven, hun gedrag en hun rooftochten.
- Deel 3 gaat over de reis van Henry Morgan waarin hij Panama-Stad ingenomen en in de as gelegd heeft.

Exquemelin beschrijft de piraten als listige en hebzuchtige avonturiers. Velen van hen hadden de neiging om zonder enige aanleiding wreedheden te begaan. Deze worden onverbloemd in het boek beschreven.
Het boek was meteen een bestseller. Mensen in Europa wilden kennelijk graag lezen over het avontuurlijke piratenleven. Ook daarna heeft het nog veel impact gehad. Er wordt gezegd dat geen enkel 17e-eeuws boek zo veel geïmiteerd is, en een inspiratiebron voor zo veel fictie is.

## Historiciteit
Hoewel het boek van groot belang is om een beeld te kunnen vormen van het piratenleven in die tijd, moet het niet te veel als een geschiedkundig werk worden gezien. De verhalen zijn zeker aangepast om ze spannender te maken, zowel door Exquemelin zelf, als in latere edities. Toch komen veel feitelijkheden uit het boek overeen met informatie die later in Engelse, Franse, Nederlandse en Spaanse archieven is teruggevonden.
Hoewel Exquemelin de meeste piraten die in het boek voorkomen persoonlijk gekend heeft, is hij niet op alle reizen die hij beschrijft mee geweest. Van twee reizen is dat zeker: de reis in 1669 naar Maracaibo en in 1670 - 1671 naar Panama-Stad, beiden onder commando van Henry Morgan.

## Edities
Meteen verschenen er verschillende versies van het boek, dat ook al snel vertaald werd in andere talen. Hierin werden vaak aanpassingen aangebracht ten opzichte van het origineel, dat helaas verloren is gegaan. 
- 1678: Nederlands: De Americaensche Zee-Roovers. Uitgever Jan ten Hoorn veranderde vrij veel aan Exquemelins originele manuscript, om het spannender te maken voor het Europese publiek. In 1700 kwam een tweede versie uit onder de titel Historie der Boecaniers, of Vrybuyters van America. Van haar eerste beginselen tot deze tegenwoordige tijd toe.
- 1679: Duits: Die Americanische See-Räuber, bij Christoph Riegels te Neurenberg.
- 1681: Spaans: Piratas de la America, y luz à la defensa de las costas de Indias Occidentales, vertaald door dokter Alonso de Buena Maison. Omdat de Spanjaarden er in het boek niet altijd best vanaf komen, paste hij de tekst aan zodat de lezers in dit land zich niet te zeer beledigd zouden voelen.
- 1684: 2 versies in het Engels onder de titel Bucaniers of America. De eerste – door William Crooke – is op basis van de Nederlandse tekst. Omdat deze versie echter niet goed verkocht, paste Thomas Maltus de tekst aan op basis van de Spaanse vertaling. Beiden gebruikten voor de auteur de foutieve naam John Exquemeling. Morgan spande een rechtszaak tegen hen aan, omdat hij vond dat hij te negatief in het boek naar voren kwam. De uitgevers betaalden hem een schadevergoeding, en rectifieerden enkele feiten in de inleiding.
- 1686: Frans: Histoire des aventuriers flibustiers qui se sont signalés dans les Indes, etc. door Jacques Lefebvre. Ook zij gebruikten een foutieve naam en spelden de achternaam als Oexmelin. Dit boek bevat 10 nieuwe hoofdstukken die gebaseerd zijn op een nieuw manuscript dat Exquemelin in de tussentijd geschreven heeft. In 1699 kwam er een tweede druk uit met nog meer nieuwe hoofdstukken, die dit keer niet geschreven waren door Exquemelin, maar door andere, niet bij naam genoemde piraten.

In de moderne tijd is zijn boek opnieuw uitgegeven in verschillende talen. Constant van Wessem maakte er een nieuwe uitgave van in 1931. De nieuwste editie in modern Nederlands – hertaald door René Wijzenbroek – verscheen in 2003 bij uitgeverij Voltaire onder de titel Zeerovers, het journaal van een ooggetuige (ISBN 9058480445), en is gebaseerd op de Nederlandse editie van 1700.

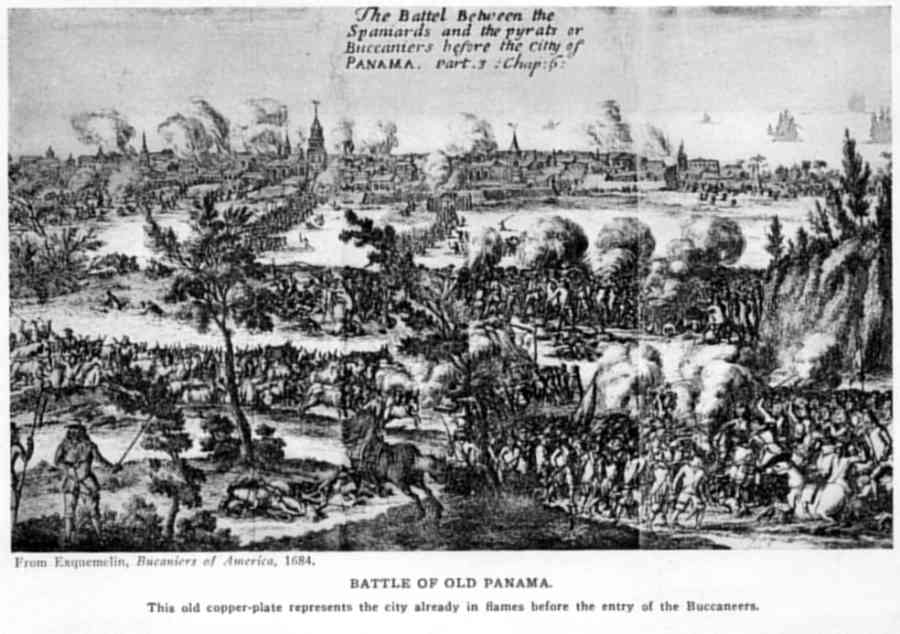
Aanval van Henry Morgan op Panama-Stad, uit De Americaensche Zee-Roovers

## Piraten die in het boek voorkomen
- Henry Morgan. Aan hem besteedt Exquemelin de meeste aandacht. Deel 3 van het boek beschrijft hoe deze piraat de stad Panamá innam.
- Rock de Braziliaan
- Pierre François
- Bartholomeüs de Portugees
- Louis Scot
- François L'Olonnais
- Israel Hands

## Moderne verwijzingen
In feite komt het moderne beeld dat wij van piraten hebben, voor een groot deel voort uit dit boek. 
- Peter Benchley noemt Exquemelin als belangrijke bron voor zijn roman Het Eiland.
- Daniel Defoe is door hem geïnspireerd.

Ook voor de moderne piratenfilms is de inspiratie voor een groot deel terug te voeren op Exquemelin.